# Fukuititan
Fukuititan là một chi khủng long, được Azuma & Shibata mô tả khoa học năm 2010.